# Canby (Oregon)
Canby az Amerikai Egyesült Államok északnyugati részén, Oregon állam Clackamas megyéjében, a 99E út mentén, Barlow-tól 3 km-re északkeletre helyezkedik el. A 2010. évi népszámláláskor 15 829 lakosa volt. A város területe 9,82 km², melyből 0,1 km² vízi.

## Történet
A település nevét a modoc háborúban Captain Jack és csapata által meggyilkolt Edward Richard Sprigg Canby polgárháborús tábornokról kapta.
A közösség 1857-es megalapításakor még Baker Prairie néven volt ismert. A későbbi város területét 1870-ben jelölték ki, a törvényhozás pedig 1893. február 15-én adta meg a rangot.

## Földrajz és éghajlat

### Földrajz
A Népszámlálási Hivatal adatai alapján a város területe 9,82 km², melyből 0,1 km² vízi.
A települést északról a Willamette-folyó, délről pedig Aurora határolja. Canbyn déli–nyugati irányban keresztülfolyik a Molalla-folyó.

### Éghajlat
A város éghajlata a Köppen-skála szerint meleg nyári mediterrán (Csb-vel jelölve). A legcsapadékosabb a november–január, a legszárazabb pedig a július–augusztus közötti időszak. A legmelegebb hónap július, a leghidegebb pedig december.
| Hónap                         | Jan.  | Feb. | Már. | Ápr. | Máj. | Jún. | Júl. | Aug. | Szep. | Okt. | Nov.  | Dec.  | Év    |
| ----------------------------- | ----- | ---- | ---- | ---- | ---- | ---- | ---- | ---- | ----- | ---- | ----- | ----- | ----- |
| Rekord max. hőmérséklet (°C)  | 18,3  | 22,2 | 25,6 | 30,6 | 38,3 | 40,0 | 40,0 | 40,6 | 40,6  | 35,0 | 22,2  | 19,4  | 40,6  |
| Átlagos max. hőmérséklet (°C) | 8,9   | 11,1 | 13,9 | 16,1 | 20,0 | 23,3 | 27,2 | 27,8 | 24,4  | 17,8 | 11,7  | 7,8   | 17,5  |
| Átlaghőmérséklet (°C)         | 6,1   | 6,7  | 8,9  | 10,9 | 14,2 | 17,2 | 20,0 | 19,5 | 17,5  | 12,3 | 8,1   | 4,5   | 12,2  |
| Átlagos min. hőmérséklet (°C) | 2,2   | 2,2  | 3,9  | 5,7  | 8,3  | 11,1 | 12,8 | 11,1 | 10,6  | 6,7  | 4,4   | 1,1   | 6,7   |
| Rekord min. hőmérséklet (°C)  | −13,3 | −6,7 | −6,7 | −7,2 | −1,7 | 1,1  | 5,0  | 2,8  | −1,1  | −3,9 | −10,0 | −26,1 | −26,1 |
| Átl. csapadékmennyiség (mm)   | 157   | 120  | 116  | 82   | 64   | 47   | 15   | 16   | 39    | 91   | 167   | 168   | 1082  |
| Forrás: The Weather Channel   |       |      |      |      |      |      |      |      |       |      |       |       |       |

## Népesség

### 2010
A 2010-es népszámláláskor a városnak 15 829 lakója, 5647 háztartása és 4129 családja volt. A népsűrűség 1630,2 fő/km2. A lakóegységek száma 5829, sűrűségük 600,3 db/km2. A lakosok 81%-a fehér, 0,6%-a afroamerikai, 1,2%-a indián, 1,1%-a ázsiai, 0,2%-a a Csendes-óceáni szigetekről származik, 13,1%-a egyéb, 2,9%-a pedig kettő vagy több etnikumú. A spanyol vagy latino származásúak aránya 21,3% (19,6% mexikói, 0,1% Puerto Ricó-i,  1,5% egyéb spanyol vagy latino származású.)
A háztartások 39,5%-ában élt 18 évnél fiatalabb. 57,4% házas, 11,1% egyedülálló nő, 4,6% egyedülálló férfi, 26,9% pedig nem család. 22,3% egyedül élt; 12,9%-uk 65 éves vagy idősebb. Egy háztartásban átlagosan 2,79 személy élt; a családok átlagmérete 3,27 fő.
A medián életkor 36,3 év volt. A város lakóinak 28,3%-a 18 évesnél fiatalabb, 7,9% 18 és 24 év közötti, 25,5%-uk 25 és 44 év közötti, 24%-uk 45 és 64 év közötti, 14,2%-uk pedig 65 éves vagy idősebb. A lakosok 48%-a férfi, 52%-a pedig nő.

### 2000
A 2000-es népszámláláskor  a városnak 12 790 lakója, 4489 háztartása és 3366 családja volt. A népsűrűség 1317,2 fő/km2. A lakóegységek száma 4743, sűrűségük 488,5 db/km2. A lakosok 88,42%-a fehér, 0,47%-a afroamerikai, 0,77%-a indián, 1%-a ázsiai, 0,13%-a a Csendes-óceáni szigetekről származik, 7,47%-a egyéb-, 1,74%-a pedig kettő vagy több etnikumú. A spanyol vagy latino származásúak aránya 15,52% (14,5% mexikói, 0,1% Puerto Ricó-i,  1,8% pedig egyéb spanyol/latino származású.)
A háztartások 40,6%-ában élt 18 évnél fiatalabb. 60,3% házas, 10,4% egyedülálló nő; 25% pedig nem család. 21,2% egyedül élt; 11%-uk 65 éves vagy idősebb. Egy háztartásban átlagosan 2,83 személy élt; a családok átlagmérete 3,27 fő.
A város lakóinak 30,6%-a 18 évesnél fiatalabb, 8,5% 18 és 24 év közötti, 29,7%-uk 25 és 44 év közötti, 19,7%-uk 45 és 64 év közötti, 11,6%-uk pedig 65 éves vagy idősebb. A medián életkor 33 év volt. Minden 100 nőre 95,1 férfi jut; a 18 évnél idősebb nőknél ez az arány 91,4.
A háztartások medián bevétele 45 811 amerikai dollár, ez az érték családoknál $49 690. A férfiak medián keresete $42 145, míg a nőké $28 775. A város egy főre jutó bevétele (PCI) $19 322. A családok 6%-a, a teljes népesség 7,4%-a élt létminimum alatt; a 18 év alattiaknál ez a szám 9,3%, a 65 évnél idősebbeknél pedig 5,7%.

## Művészet és kultúra
Canbyben, a 99E út mentén található a megyei vásártér, ahol 1907 óta minden év augusztusának harmadik hetében rendezik meg a helyi rodeót.
A település otthont ad még továbbá egy vasúttörténeti múzeumnak (Canby Depot Museum) és egy hüllőmentő oktatóközpontnak (International Reptile Rescue) is.

## Infrastruktúra

### Oktatás

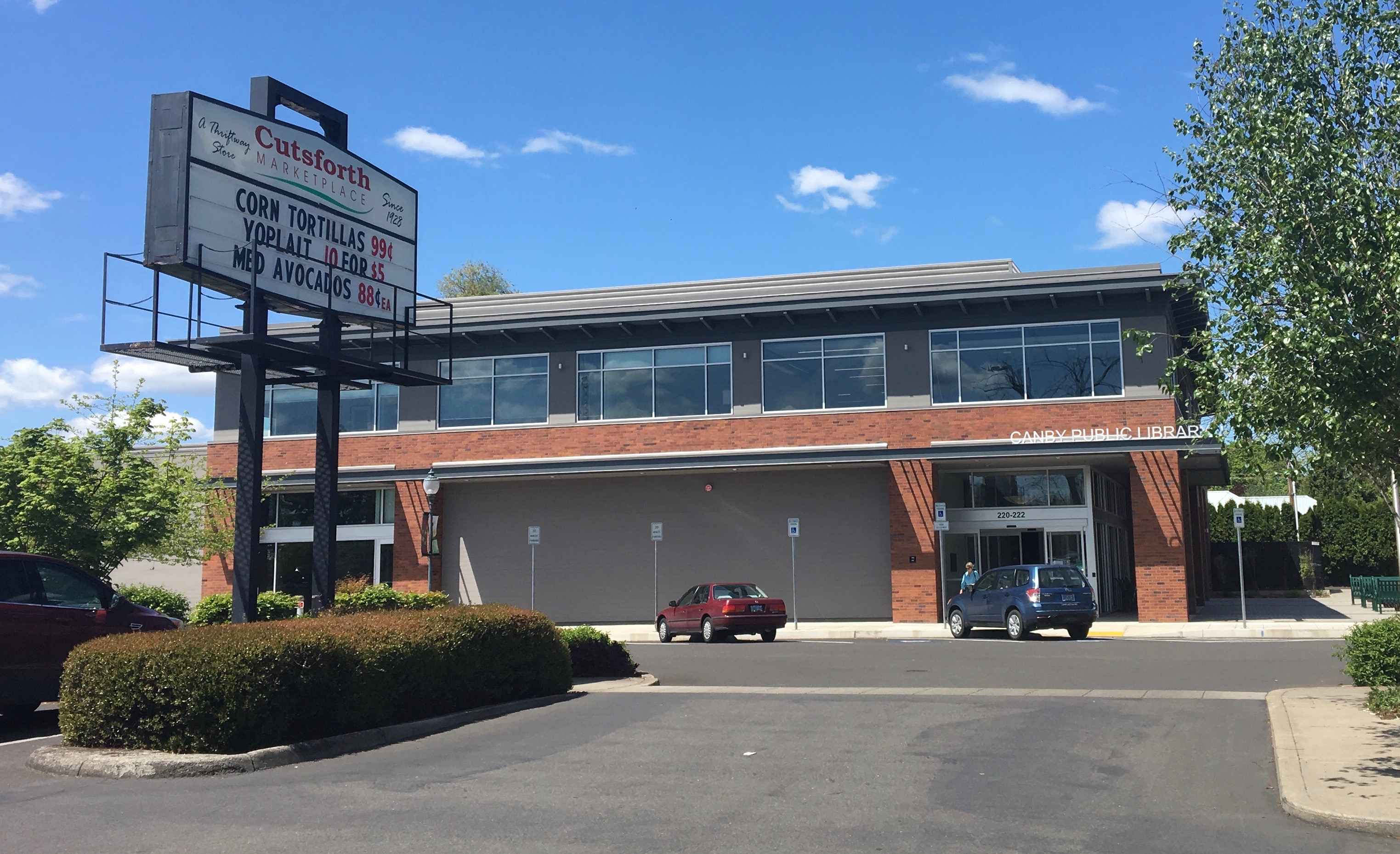
Canby Közkönyvtár

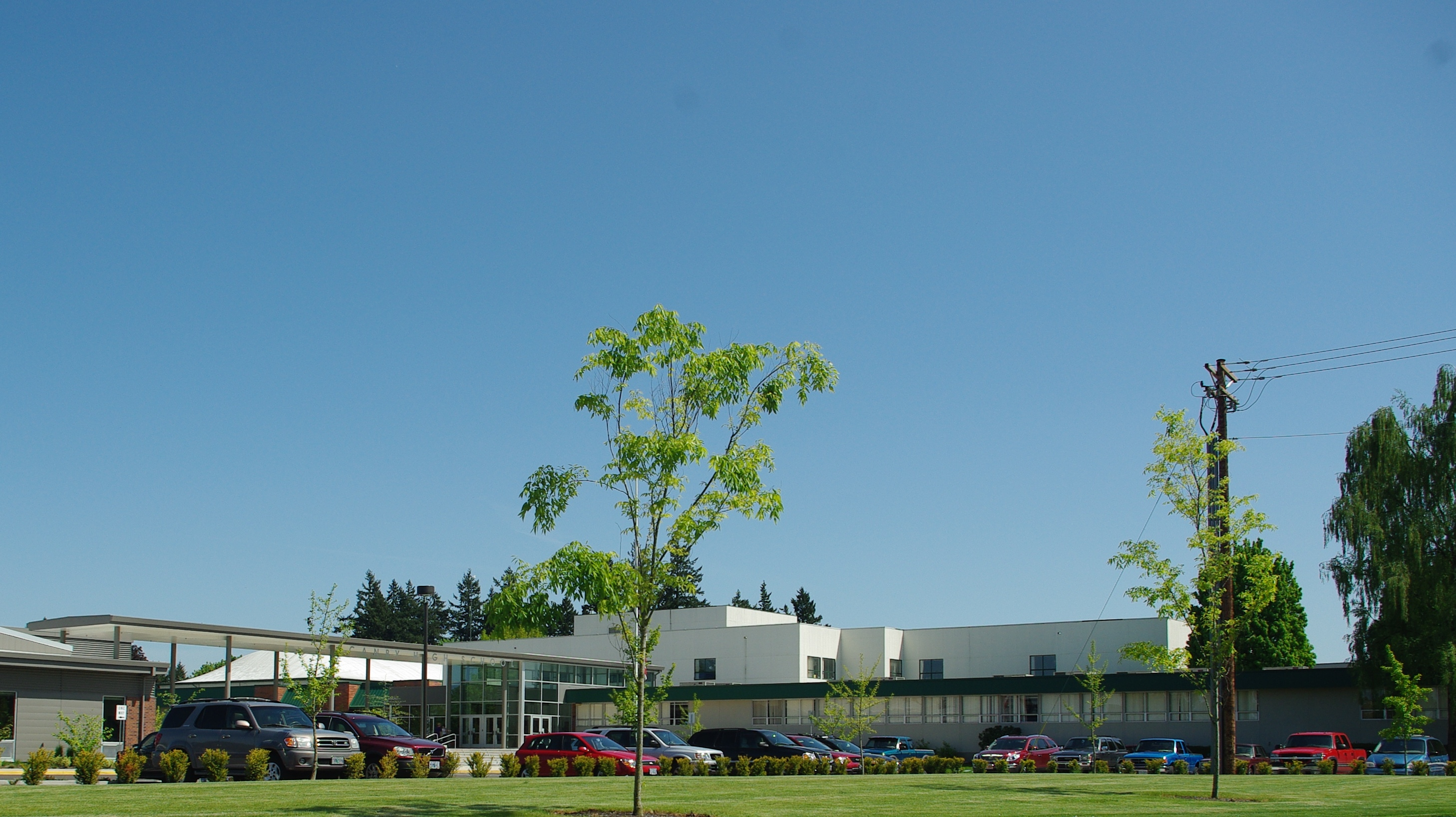
A helyi gimnázium

A városnak hat általános- (Carus-, Eccles-, Knight-, Ninety-One K-8 és Trost Elementary School) és kettő középiskolája (Ackerman Center és a külterületi Baker Prairie Middle School), valamint egy gimnáziuma (Canby High Scool) van, amelyek a Canby Iskolakerület alá tartoznak.
A helyi közkönyvtár csatlakozott a Clackamas megyei Könyvtár-információs Hálózathoz.

### Közlekedés

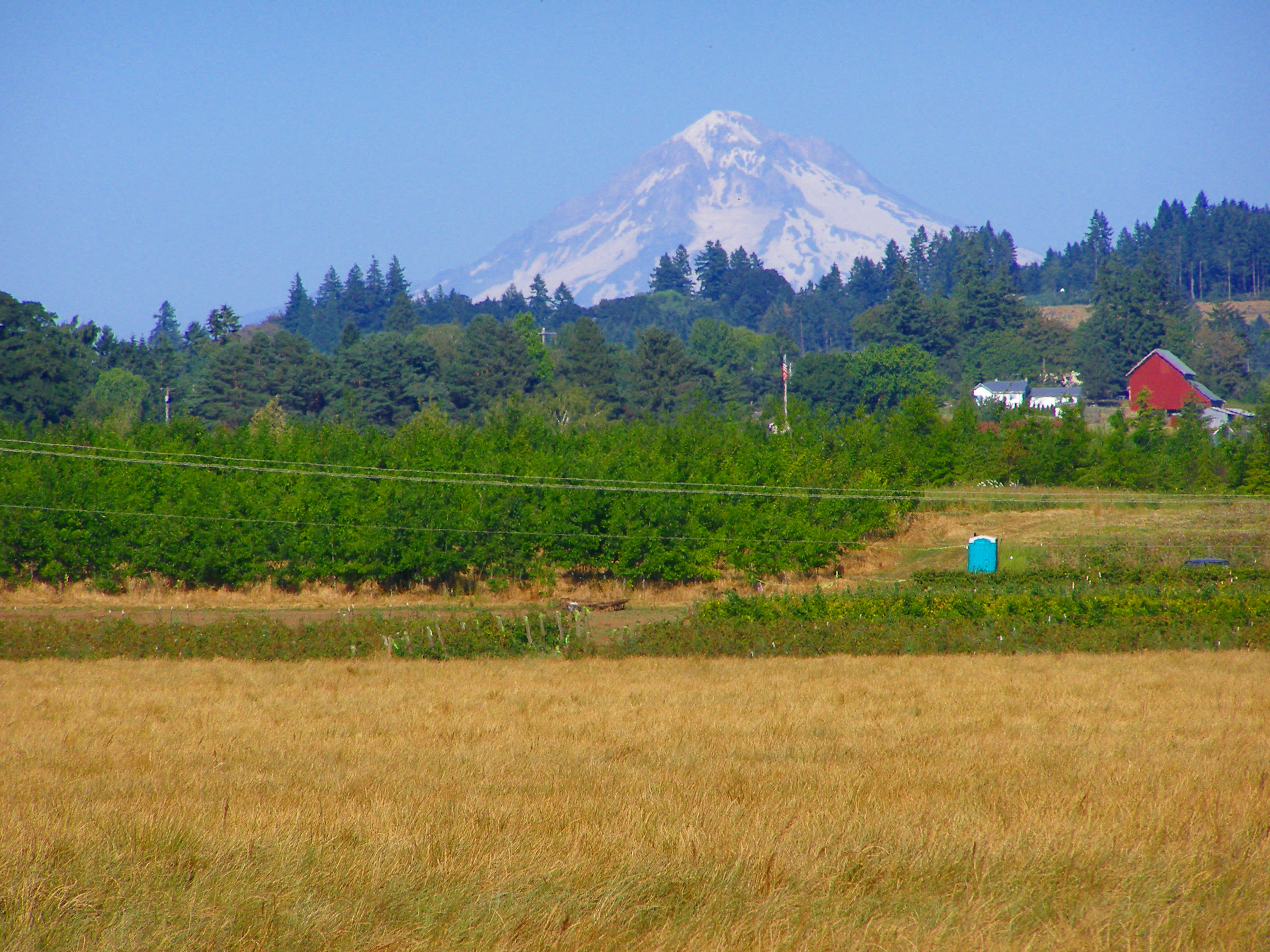
A Hood-hegy a Molalla Forest Road felől, a SE 13th Street és a SE Township Road felől

#### Vasút
A Union Pacific Railroad (korábban a Southern Pacific Transportation Company) vonala áthalad a városon. A pályán személy- és áruszállítást is folytatnak, de az Amtrak személyvonatai ma itt már nem állnak meg; a legközelebbi megálló Oregon City, ahol az Amtrak Cascades vonatokra lehet felszállni.
A canby állomáson keresztezi egymást a Union Pacific Railroad vonala és az Oregon Pacific Railroad molallai ága.

#### Közösségi közlekedés
A város 2002-ben hozta létre saját autóbusz-hálózatát (Canby Area Transit, CAT). A csak munkanapokon közlekedő járatokról az Oregon City Transit Centernél át lehet szállni a TriMet-, Woodburnnél pedig a Salem–Keizer Transit (Cherriots) buszaira is. Canbyt eléri a Wilsonville önkormányzata által üzemeltetett South Metro Area Regional Transit (SMART) egyik vonala is.
Canby 2002-ig a TriMet szolgáltatási körzetébe tartozott; a CAT elindítását 2001 végén kezdeményezték.

#### Közút
Az észak-dél irányú 99E út kelet-nyugat irányban, a Union Pacific Railroad vasútvonalával párhuzamosan szeli át a várost. A vasút és az azt merőlegesen keresztező Ivy Street négy részre (északnyugati, északkeleti, délkeleti és délnyugati) osztja a várost.
A kelet-nyugati utcák számozottak, míg az észak-délieknek neveik vannak; utóbbiakat általában fafajtákról nevezték el, és betűrendben követik egymást; az első ilyen nyugatról indulva a Molalla-folyónál helyezkedik el. Az utcák a négyes felosztás szerinti előtagot kapnak (NW–északnyugat, NE–északkelet, SE–délkelet és SW–délnyugat); ez alól kivétel az Ivy Street, amelynél csak az N (észak) és S (dél) prefixumokat alkalmazzák.
A város területén lévő önkormányzat nélküli területek egy részén a Canbyben általános elnevezési séma van érvényben, más részük a portlandit alkalmazza; a Marion megyébe átlógó helyeken pedig a salemi struktúrát használják.

#### Vízi közlekedés
Canby és Wilsonville között egész évben közlekedik komp.

#### Légi közlekedés
A településhez közel két repülőtér (Aurorai- és Mulinói állami repülőtér) is található; mindkettő csak kisgépeket fogad.

#### Gyalogos- és kerékpáros közlekedés
Az egykor a fakitermeléshez kapcsolódó szállításokhoz használt Molalla Forest Road magánutat ma gyalogosok és biciklisek használhatják.

## Média

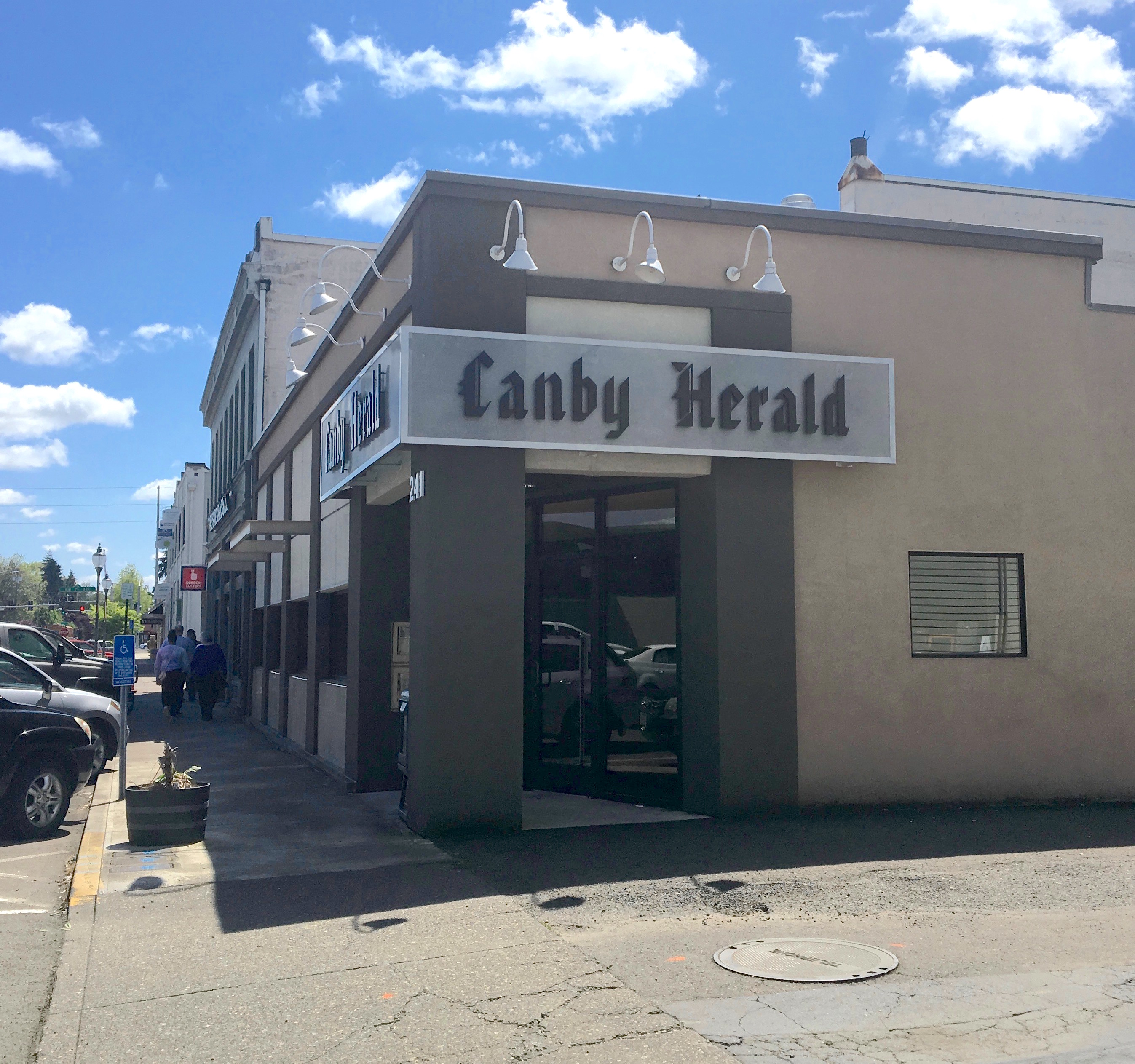
A Canby Herald irodái

A település lapja a Canby Herald hetilap.
A város 2016 májusában szerepelt az ABC 20/20 sorozatában, ahol bemutatták, hogy csalt ki a „canby médium” 15 millió dollárt egy helyi farmerből.

## Nevezetes személyek
- Aaron E. Waite – bíró
- Alan Olsen – szenátor
- Bill Morgan – focista
- Derek Devine – focista
- Ed Coleman – baseballjátékos
- Howard C. Belton – kincstárnok
- Jay Baller – baseballjátékos
- Joni Harms – countryzenész
- Kurt Schrader – képviselő
- Martha Schrader – szenátor
- Ralph Coleman – baseballedző
- Ralph Oliver Patt[28] – jazz-zenész, a nagy harmados hangolás megalkotója[29] és geológus[30][31][32]
- Tom Gorman – baseball-dobójátékos

## Testvérváros
- Kurisawa, Japán

## Fordítás
Ez a szócikk részben vagy egészben  a   Canby, Oregon című angol Wikipédia-szócikk ezen változatának fordításán alapul.  Az eredeti cikk szerkesztőit annak laptörténete sorolja fel. Ez a jelzés csupán a megfogalmazás eredetét és a szerzői jogokat jelzi, nem szolgál a cikkben szereplő információk forrásmegjelöléseként.